# Kobyllno
Kobyllno (polnisch Kobylno, 1936–1945 Lerchenfeld) ist ein Dorf im polnischen Powiat Opolski der Woiwodschaft Oppeln. Das Dorf gehört zur zweisprachigen Gemeinde Lugnian (polnisch Łubniany).

## Geographie

### Geographische Lage
Kobyllno liegt in der historischen Region Oberschlesien. Kobyllno liegt neun Kilometer östlich vom Gemeindesitz Lugnian und 22 Kilometer nordöstlich von der Kreisstadt und Woiwodschaftshauptstadt Opole (Oppeln).
Das Straßendorf ist im Norden, Osten und Süden von großen Waldgebieten und Feldern umgeben. Durch das Dorf fließt der Bach Jazwinka.

### Nachbarorte
Nachbarorte von Kobyllno sind im Osten das Hofgut Niwa (dt. Johanneshof) und im Westen die Dörfer Jellowa (poln. Jełowa) und Heinrichsfelde (poln. Grabie).

## Geschichte

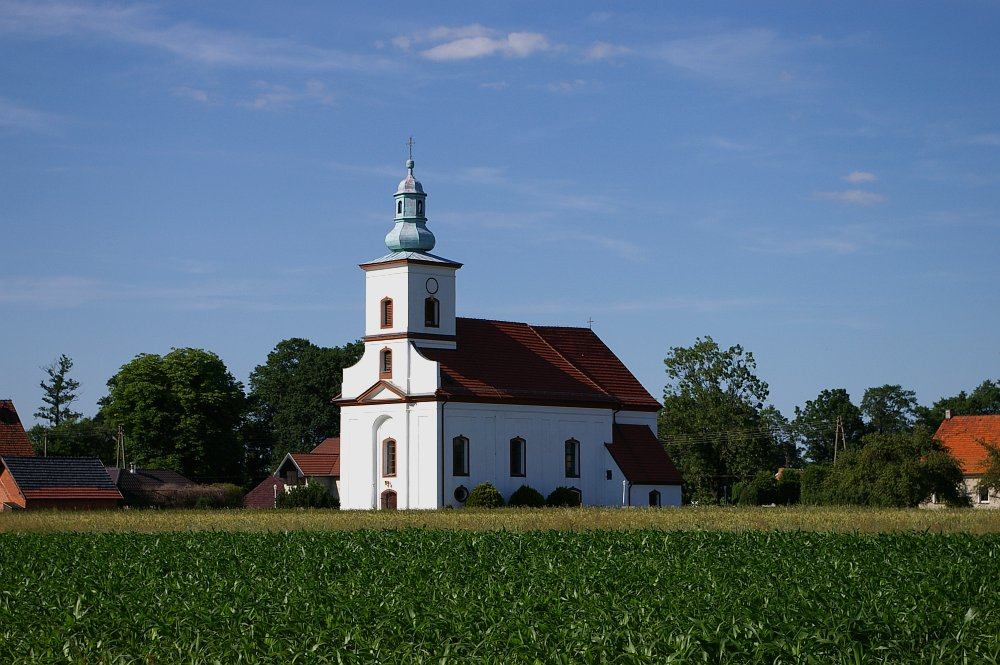
St.-Matthäus-Kirche in Kobyllno

Kobyllno wird um das Jahr 1300 das erste Mal als Koblino erwähnt. Der Name geht wohl auf das Wort kobyla (dt. Stute) zurück. Eine zweite Erwähnung des Dorfes erfolgte im Jahr 1500, nachdem der Oppelner Piast Johann der Gute das Land von Paul Kobylynsky erwarb. 1527 wurde das Dorf wiederum an Nikolaus Kostsky weiterverkauft. 1541 wurde das Dorf an den Burggraf Plazek Prechala verpfändet. 1687 gehörte das Dorf wiederum dem Besitzer von Lugnian Dombrowka. 1679 wurde eine erste Holzkirche erbaut. 1730 erwarb Carl Friedrich von Blacha das Dorf. Nach dem Ersten Schlesischen Krieg 1742 fiel Kobyllno mit dem größten Teil Schlesiens an Preußen.
Bis 1816 gehörte Kobyllno zum Kreis Rosenberg. Nach der Neuorganisation der Provinz Schlesien gehörte die Landgemeinde Kobyllno ab 1816 zum Landkreis Oppeln im Regierungsbezirk Oppeln. 1826 wurde am Bachlauf der Jazwinka eine Mühle erbaut, die noch bis zum Ende des Zweiten Weltkrieges genutzt wurde. An gleicher Stelle befand sich auch eine Bleicherei, in der man Leinenstoffe säuberte und durchspülte. 1830 zählte das Dorf 240 Menschen, 31 Bauernhöfe sowie ein Vorwerk. 1845 bestanden im Dorf eine katholische Begräbniskapelle, ein Vorwerk und 32 weitere Häuser. Im gleichen Jahr lebten in Kobyllno 253 Menschen, davon 21 evangelisch. 1861 lebten im Dorf 334 Menschen, 1890 wiederum 286.
Um die Jahrhundertwende entstand ein neugotisches Schulgebäude. Während der Volksabstimmung in Oberschlesien 1921 stimmten 60 Menschen für die Eingliederung nach Polen sowie 77 für einen Verbleib im Deutschen Reich. 1925 zählte das Dorf 321 Einwohnern. Am 19. Mai 1936 wurde der Ortsname in Lerchenfeld geändert. Zum 1. April 1938 wurde das Dorf nach Heinrichsfelde eingemeindet.
Im Zweiten Weltkrieg wurden einige Höfe im Dorf niedergebrannt, so auch das Schulgebäude. 1945 kam der bisher deutsche Ort unter polnische Verwaltung und wurde in Kobylno umbenannt und der Woiwodschaft Schlesien angeschlossen. 1950 kam der Ort zur Woiwodschaft Oppeln. 1960 wurde das Schulgebäude wieder feierlich eröffnet. 1999 kam der Ort zum wiedergegründeten Powiat Opolski. Am 30. April 2010 erhielt das Dorf zusätzlich den amtlichen deutschen Ortsnamen Kobyllno.  Heute leben im Dorf etwa 218 Menschen (Stand 2014).

## Sehenswürdigkeiten
- Die römisch-katholische St.-Matthäus-Kirche wurde 1798 erbaut und durch Gräfin Anna Barbara von Gaschin gestiftet. Ein erster Holzbau entstand bereits 1679. Seit Februar 1966 ist die Kirche denkmalgeschützt[7]. 2002 erhielt die Kirche eine Johannus-Opus 20-Orgel. Sehenswert ist ebenfalls der darumliegende Friedhof mit zahlreichen Gräbern aus deutscher Zeit.
- Das neugotische Schulgebäude entstand zur Jahrhundertwende vom 19. ins 20. Jahrhundert. Am Ende des Zweiten Weltkriegs zerstört, wurde es 1960 wieder durch den damaligen Schulleiter Jan Janecki rekonstruiert. Die feierliche Eröffnung erfolgte am 1. September 1960. Wegen geringer Schülerzahlen wurde die Schule zu Beginn der 1990er geschlossen. Seit 2002 wird das Gebäude vom Jagdverein Odra Nr. 5 genutzt.
- Wegekreuz an der ul. Turawska

## Wirtschaft
Das Dorf ist im Gemeindegebiet führend in der Milchproduktion und wird auch als Milchrevier der Gemeinde gesehen.